# Devin O. Pendas
Devin O. Pendas ist ein US-amerikanischer Historiker.

## Leben
Devin Owen Pendas studierte Geschichte am Carleton College und an der University of Chicago. 1992 wurde er bei Michael Geyer in Chicago Forschungsassistent und 1995 Lecturer. Er wurde in Chicago im Jahr 2000 promoviert.
Pendas  lehrt seit 2000 Geschichte am Boston College, seit 2003 als Assistenzprofessor, er arbeitet außerdem seit 2008 in einer Forschungsgruppe an der Harvard University. Seine Forschungsschwerpunkte liegen auf der neuen deutschen Geschichte, auf dem Völkerrecht und auf der Geschichte von Völkermorden.

## Schriften (Auswahl)
- „I didn't know what Auschwitz was.“ The Frankfurt Auschwitz-Trial and the German Press 1963–1965. In: Yale Journal of Law & the Humanities, Volume 12, Number 2, Summer 2000 ISSN 1041-6374
- Truth and its consequences: reflections on political, historical and legal "truth" in West German holocaust trials. In: Traverse: Zeitschrift für Geschichte 2004, S. 1–25.
- The Frankfurt Auschwitz trial, 1963-1965. Cambridge: Cambridge Univ. Press 2006.
  - Der Auschwitz-Prozess: Völkermord vor Gericht. Mit einem Nachwort zur deutschen Ausgabe. Übersetzung Klaus Binder. München: Siedler 2013.
- "The Magical Scent of the Savage". Colonial Violence, the Crisis of Civilization, and the Origins of the Legalist Paradigm of War. In: Boston College International and Comparative Law Review, Vol. 30, 2007, No. 1, S. 29–53.
- Testimony, in: Miriam Dobson, Benjamin Ziemann: Reading primary sources: the interpretation of texts from nineteenth and twentieth century history. London: Routledge 2009. ISBN 978-0-415-42956-6, S. 226–242
- Toward a World Law? Human Rights and the Failure of the Legalist Paradigm of War. In: Stefan-Ludwig Hoffmann (Hrsg.): Human rights in the twentieth century. Cambridge: Cambridge Univ. Press, 2011 ISBN 978-0-521-19426-6, S. 215–236.
  - Auf dem Weg zu einem globalen Rechtssystem? Die Menschenrechte und das Scheitern des legalistischen Paradigmas des Krieges. In: Moralpolitik: Geschichte der Menschenrechte im 20. Jahrhundert. Göttingen: Wallstein 2010, S. 226–255.
- Der I. Frankfurter Auschwitz-Prozess 1963-1965. Eine historische Einführung. Übersetzung Klaus Binder. In: Raphael Gross, Werner Renz (Hrsg.): Der Frankfurter Auschwitz-Prozess (1963-1965). Kommentierte Quellenedition. Band 1, Campus, Frankfurt 2013, S. 55–85.